# مالی کوئین
مالی کوئین (انگلیسی: Molly Quinn؛ زاده ۸ اکتبر ۱۹۹۳) هنرپیشه اهل ایالات متحده آمریکا است.
از فیلم‌هایی که وی در آن نقش داشته است می‌توان به سرود کریسمس، من یکی و تنها و ما میلرها هستیم اشاره کرد.